# Nannoscincus
Nannoscincus is een geslacht van hagedissen uit de familie skinken (Scincidae).

## Naam en indeling
De wetenschappelijke naam van de groep werd voor het eerst voorgesteld door Albert Günther in 1872.
Er zijn twaalf soorten, inclusief de pas in 2014 beschreven soort Nannoscincus koniambo, die in veel literatuur nog niet wordt vermeld. Een aantal soorten behoorde eerder tot andere geslachten, zoals Lygosoma en het niet langer erkende geslacht Anotis.
De Australische soort Anepischetosia maccoyi, die tegenwoordig tot het monotypische geslacht Anepischetosia wordt gerekend, behoorde tot 2006 ook tot het geslacht Nannoscincus.

## Uiterlijke kenmerken
De soorten blijven vrij klein en bereiken een lichaamslengte zonder staart van 3,5 tot 5,2 centimeter. De lichaamskleur is bruin tot grijs, met een lichtere tot gele onderzijde van de buik en onderzijde van de staart.
Het lichaam is langwerpig van vorm, de ledematen zijn relatief klein. De soorten verschillen onder andere in de bouw van de voorpoten, die bij sommige soorten zijn gedegenereerd.

## Verspreiding en habitat
Alle soorten komen endemisch voor in delen van Nieuw-Caledonië.
Door de internationale natuurbeschermingsorganisatie IUCN is aan tien soorten een beschermingsstatus toegewezen. Drie soorten staan te boek als 'kwetsbaar' (Vulnerable of VU), vier soorten worden beschouwd als 'bedreigd' (Endangered of EN) en drie soorten worden gezien als 'ernstig bedreigd' (Critically Endangered of CR).
De habitat bestaat vaak uit dichte, vochtige bossen zoals bergbossen. Alle soorten zijn bodembewonend en leven deels ingegraven in de bodem, onder stenen of in de strooisellaag.

## Soorten
Het geslacht omvat de volgende soorten, met de auteur en het verspreidingsgebied.
| Naam                     | Auteur                                 | Verspreidingsgebied       |
| ------------------------ | -------------------------------------- | ------------------------- |
| Nannoscincus exos        | Bauer & Sadlier, 2000                  | Nieuw-Caledonië           |
| Nannoscincus fuscus      | Günther, 1872                          | Nieuw-Caledonië           |
| Nannoscincus garrulus    | Sadlier, Bauer & Smith, 2006           | Zuidelijk Nieuw-Caledonië |
| Nannoscincus gracilis    | Bavay, 1869                            | Zuidelijk Nieuw-Caledonië |
| Nannoscincus greeri      | Sadlier, 1987                          | Nieuw-Caledonië           |
| Nannoscincus hanchisteus | Bauer & Sadlier, 2000                  | Nieuw-Caledonië           |
| Nannoscincus humectus    | Bauer & Sadlier, 2000                  | Nieuw-Caledonië           |
| Nannoscincus koniambo    | Sadlier, Bauer, Whitaker & Wood, 2014  | Nieuw-Caledonië           |
| Nannoscincus manautei    | Sadlier, Bauer, Whitaker & Smith, 2004 | Nieuw-Caledonië           |
| Nannoscincus mariei      | Bavay, 1869                            | Nieuw-Caledonië           |
| Nannoscincus rankini     | Sadlier, 1987                          | Nieuw-Caledonië           |
| Nannoscincus slevini     | Loveridge, 1941                        | Nieuw-Caledonië           |